# Stanislaw von Smolensk
Stanislaw (* um 984/987; † vor 1015) war ein Sohn von Wladimir dem Großen und Fürst von Smolensk (um 988–vor 1015).

## Leben
Stanislaw wurde nur zweimal in altrussischen Chroniken erwähnt, in einer Liste der Söhne Wladimirs und als Fürst von Smolensk.
Er wurde um 984/987 geboren, Name und Herkunft der Mutter sind unbekannt. Wahrscheinlich um 988 wurde er Fürst von Smolensk. 1015 lebte er wahrscheinlich nicht mehr.